# Casearia procera
Casearia procera är en videväxtart som beskrevs av Albert Charles Smith. Casearia procera ingår i släktet Casearia och familjen videväxter. Inga underarter finns listade i Catalogue of Life.